# Apatura silvia
Apatura silvia är en fjärilsart som beskrevs av Cabeau 1910. Apatura silvia ingår i släktet Apatura och familjen praktfjärilar. Inga underarter finns listade i Catalogue of Life.